# Moneda de 10 centavos de Estados Unidos

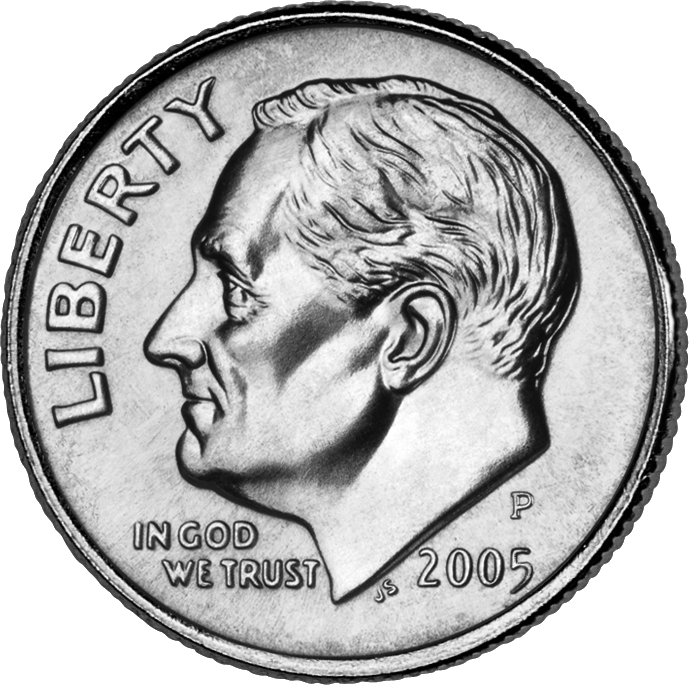
Anverso de la moneda de 10 céntimos de dólar estadounidense.

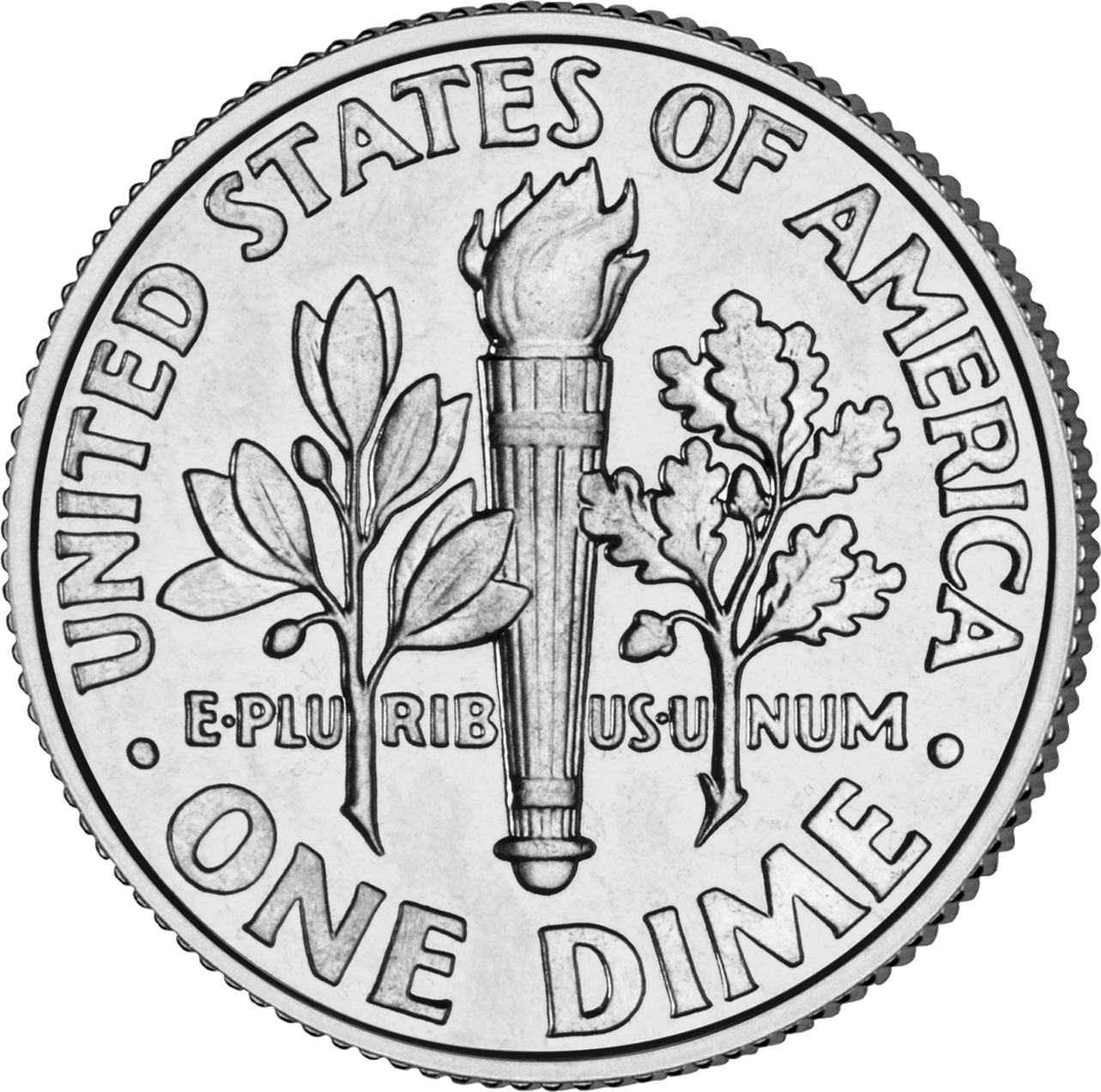
Reverso de la moneda de 10 céntimos de dólar estadounidense.

En Estados Unidos se denomina dime a la moneda cuyo valor facial es de 10 centavos de dólar estadounidense. Ese tipo de moneda es la de menor diámetro y de menor canto de todas las monedas acuñadas en Estados Unidos.
En el anverso de la moneda aparece el trigésimo segundo presidente de Estados Unidos, Franklin D. Roosevelt, y en el reverso aparece una antorcha, una rama de roble y otra de olivo. Asimismo, aparece la leyenda E pluribus unum y el valor de la moneda ("one dime", dado que el nombre "dime" no solo hace referencia a la moneda, sino a 1/10 de dólar).
La producción de la moneda comenzó en 1796. Por entonces, en el anverso de la moneda figuraba un busto femenino que representaba a la diosa de la Libertad. En el reverso figuraba la imagen de un águila. Esos motivos se repitieron hasta en tres diseños diferentes hasta 1837. 
La composición y el diámetro de la moneda han ido cambiando a lo largo de la historia. Inicialmente la moneda medía 19 milímetros de diámetro, pero desde 1828 mide tan solo 17,91. La composición inicial era mayoritariamente de plata (89,24 % de plata, y 10,76 % de cobre), composición que permaneció constante hasta 1837, cuando se redondeó a 90 % de plata y 10 % de cobre. Esta composición se mantuvo hasta 1966, aunque las acuñaciones de 1965 y 1966 están datadas en la imagen como de 1964. A partir de 1965 comenzó a acuñarse también con cobre revestido en cuproníquel, composición que sigue usándose hoy en día.
El término dime procede del francés antiguo "di(s)me", "diezmo" o "la décima parte", del latín decima [pars]. Este término se usó en modelos de prueba, pero no llegó a usarse en las monedas oficiales hasta 1837.

## Historia
La primera propuesta conocida para la creación de una moneda basada en el sistema decimal en Estados Unidos se hizo en 1783 por Thomas Jefferson, Benjamin Franklin, Alexander Hamilton y David Rittenhouse. Hamilton, el primer Secretario del Tesoro de la nación, recomendó la emisión de seis tipos de valores de monedas en 1791, en un informe del Congreso. Entre esas seis, una debía ser de plata, “que será tanto en peso como en valor, una décima parte de una unidad de plata o dólar”. También sugería llamar a la nueva moneda “décimo”. 
La ley de moneda de 1792, aprobada el 2 de abril de aquel año, autorizó la acuñación de un “disme”, una décima parte de plata tanto en peso como valor del dólar. La composición del disme se fijó en 88,24 % de plata y un 10,76 % de cobre. En 1792, se acuñaron un número limitado de dimes, aunque nunca fueron distribuidos. Algunas fueron acuñadas en cobre, lo cual indica que en 1792 se fabricaron algunos dimes de prueba. Las primeras monedas de diez centavos acuñadas para su circulación aparecieron en 1796, debido a la falta de monedas y a los problemas de producción en la Casa de Moneda de los Estados Unidos.
Los dimes original, llamados Dimes de busto drapeado, no contenían inscripciones que indicasen el valor de la moneda. Lo que continuó hasta la emisión del limitado Busto nivelado, en 1809. Este tenía la inscripción “10 C” en su reverso. La acuñación de los dimes drapeados y nivelados no era regular en el período: la de busto drapeado no fue acuñada en 1799 y en 1806, mientras que, en el período de 1809 a 1820, el busto nivelado solo se acuñó en 1809, 1811, 1814 y 1820. Desde 1827 los dimes se han acuñado casi todos los años aunque en algunos limitadamente. Actualmente se gastan unos 5 000 litros de agua en la producción de una moneda, según algunos estudios.